# Ken Mosdell
Ken Mosdell, né le 13 juillet 1922 et mort le 5 janvier 2006, est un joueur canadien de hockey sur glace,.
Mosdell a joué en LNH de 1941 à 1959 sous les couleurs Canadiens de Montréal (1944-1956, 1958-1959), des Americans de New York (1941-1942) et des Black Hawks de Chicago (1956-1957). Il a remporté quatre Coupe Stanley en 1946, 1953, 1956 et 1959. Il a 141 buts marqués pour 168 passes en 694 matchs de LNH et sept participations au Match des étoiles.